# Daman (distrikt i Indien)
Daman är ett distrikt i Indien.   Det ligger i unionsterritoriet Dadra och Nagar Haveli och Daman och Diu, i den västra delen av landet, 1 000 km söder om huvudstaden New Delhi. Antalet invånare är 191 173.
Följande samhällen finns i Daman:
- Daman